# Mihai Moldovan (Komponist)
Mihai Moldovan (* 5. November 1937 in Dej; † 11. September 1981 in Medgidia) war ein rumänischer Komponist.

## Leben
Nach Besuch des Musiklyzeums in Cluj (1952–1955) studierte er am dortigen Konservatorium bei Sigismund Toduță (1956–1959), danach am Konservatorium in Bukarest bei Mihail Jora, Zeno Vancea und Anatol Vieru (1959–1962). Moldovan war secretar muzical der rumänischen Armee (1962–1965), musikalischer Leiter von deren Filmstudio (1966–1967), Redakteur bei der Schallplattenfirma Electrecord (1968–1969), bei der rumänischen Rundfunkgesellschaft Societatea Română de Radiodifuziune (1969–1978) und bei der Zeitschrift Muzică (1979–1981).

## Werk
Von einer frühen Beschäftigung mit dem Serialismus aus entwickelte Moldovan seine eigene Kompositionstechnik, die Anlehnung an Volksmusik genauso einschließt wie Modalität und Ableitungen musikalischer Verhältnisse aus mathematischen Operationen. Gleichermaßen beispielhaft für diese stilistische Reichweite sind die folkloristisch stark gefärbten Șase stări de nuanță (1966) und die orthodox serialistische Sonatine für Violine und Klavier (1967). Die Musikwissenschaftlerin Ileana Ursu (* 1960) unterscheidet in ihrer Monografie über Moldovan Povara sublimului (Die Bürde des Erhabenen, erschienen 1996) die sich zwischen freier Chromatik, Modalität und Serialität bewegenden Anfänge seines Schaffens von seinem reifen, neomodalen Stil mit hochdifferenzierten Texturen ab dem ersten Streichquartett von 1968. Exemplarisch für diese letzte Phase seines Werks sind die Orchesterstücke Vitralii (1968), Scoarțe (1969), der Zyklus Crochiu pentru un spațiu mioritic (1976–1979) sowie die Vokalwerke Recitindu-l pe Blaga und Recitindu-l pe Eminescu (beide 1980).
Der Komponist und Musikwissenschaftler Theodor Drăgulescu (1932–2002) schrieb über seinen Kollegen kurz nach dessen Tod: „Mihai Moldovan hat sich durch sein gesamtes Werk hindurch als eine Stimme von authentischer Prägnanz und als originale Persönlichkeit in der zeitgenössischen rumänischen Musik behauptet. Die Luzidität, mit der er eine wesentlich moderne Musik schrieb, entspricht zwar einem rationalen Geist, aber es verbirgt sich darunter ohne jede falsche Scham auch eine Sphäre von ergreifender Emotionalität“. So erscheine die in allen Teilen des Zyklus Crochiu pentru un spațiu mioritic gegenwärtige tragische Dimension vor allem in dem Stück Rezonanțe (1976): „Überwältigende Dichte, Tragik von höchster emotionaler Gewalt.“ Nicht nur in dieser Hinsicht steht der Tonsprache Moldovans im Westen jene von Bernd Alois Zimmermann besonders nahe, insbesondere in dessen Komposition Photoptosis (1968).

## Kompositionen (Auswahl)
- Rituale, Suite für Sopran und Orchester (1963)
- Concert pentru fagot și orchestră (1962–1964)
- Șase stări de nuanță (Omagiu lui Lucian Blaga), Kantate für gemischten Chor und Orchester (1966)
- Cântare omului, Kantate für gemischten Chor und Orchester nach Tudor Arghezi (1967)
- Poème für Kammerorchester (1967)
- Sonatină pentru vioară și pian (1967)
- Texturi für großes Orchester (1967–1968)
- Cvartet de coarde nr. 1 (1968)
- Incantații, Sonate für Klarinette und Klavier (1968)
- Vitralii, sechs Stücke für Orchester (1968); ausgezeichnet mit dem Premiul de compoziție George Enescu und dem Premiul Uniunii Compozitorilor din România
- Scoarțe für Orchester (1969)
- Vibrații für Orchester (1970)
- Tulnice für Orchester (1970–1971)
- Obârșii, fünfteilige Chorsuite für 20 Solostimmen (1971)
- Proverbe și ghicitori, Suite für Kinderchor und Orchester (1971)
- Cîntece străbune, Kantate für Sopran und 12 Instrumente (1971–1972)
- Spații și timpuri mioritice, choreographische Sinfonie für Streichorchester (1971–1972)
- Trepte ale istoriei. Operă-frescă, Oper (1972)
- Concert pentru contrabas și orchestră de coarde (1973)
- Omagiu lui Anton Pann für Streichorchester (1975)
- Zyklus Crochiu pentru un spațiu mioritic (1976–1979), bestehend aus:

- Cvartet de coarde nr. 2 (Crochiu pentru un spațiu mioritic nr. 1) (1978)
- Cantemiriana (Crochiu pentru un spațiu mioritic nr. 2) für Orchester (1976)
- Memoria Putnei (Crochiu pentru un spațiu mioritic nr. 3) für Orchester (1978–1979)
- Rezonanțe (Crochiu pentru un spațiu mioritic nr. 4) für Orchester (1976)
- România vremilor înalte (Crochiu pentru un spațiu mioritic nr. 5), Kantate für Männerchor und Orchester (1977)

- Cvartet de coarde nr. 3 (1978)
- Imaginați-vă un spectacol Kabuki für Flöte, Horn und Schlagzeug (1978)
- Recitindu-l pe Blaga für Bariton und Ensemble (1980)
- Recitindu-l pe Eminescu für gemischten Chor (1980)

## Aufnahmen/Tonträger
- Vitralii, enthalten auf einer LP der Firma Electrecord (ST-ECE 0716), gespielt vom Orchestra simfonică a Filarmonicii Cluj, Dirigent: Emil Simon
- Tulnice, enthalten auf der LP Proverbe și ghicitori der Firma Electrecord (ST-ECE 01503), gespielt von denselben Interpreten
- Crochiu pentru un spațiu mioritic, LP der Firma Electrecord (ST-ECE 01923); enthält:

- Cvartet de coarde nr. 2, gespielt vom Cvartetul "Muzică"
- Cantemiriana, gespielt vom Orchester Musica Rediviva, Dirigent: Ludovic Bács
- Memoria Putnei, gespielt von denselben Interpreten
- Rezonanțe, gespielt vom Orchestra simfonică Radioteleviziunii Române, Dirigent: Paul Popescu
- România vremilor înalte, gespielt vom Orchestra Simfonică și Corul Radioteleviziunii Române, Dirigent: Horia Andreescu

- Obârșii, enthalten (CD 3, Track 5) in: Rumanian Anthology, 3er-CD des Labels Attacca (Babel 9264-3/4/5), gesungen vom Corul de cameră "Madrigal", Dirigent: Marin Constantin